# Neoklassische Produktionsfunktion

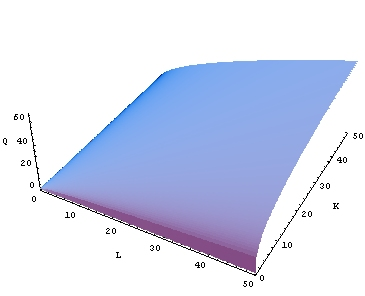
Cobb-Douglas-Funktion als Beispiel einer neoklassischen Produktionsfunktion

In der neoklassischen Produktionstheorie bezeichnet man als eine neoklassische Produktionsfunktion eine stetige substitutionale Produktionsfunktion, die bestimmte Eigenschaften erfüllt. Die neoklassische Produktionsfunktion wird als theoretisches Konstrukt bezeichnet, dessen Existenz angenommen wird. Sie leitet sich nicht aus empirischen Beobachtungen oder technischen Zusammenhängen ab. Dennoch lassen sich ihre Eigenschaften in späteren Ansätzen der Produktionstheorie immer wieder nachweisen und sie dient als Basis für auf ihr aufbauende Theorien und Modelle. Die neoklassische Produktionsfunktion leitet sich aus der klassischen Produktionsfunktion her, indem die ineffizienten Bereiche der klassischen Produktionsfunktion durch den jeweils dominierenden Verlauf ersetzt werden. Neoklassische Produktionsfunktionen finden meist in der Makroökonomik, genauer in der Wachstumstheorie, Anwendung.

## Anforderungen an eine neoklassische Produktionsfunktion
Man nehme an, dass sich die Produktionsbeziehungen einer Unternehmung durch eine monotone zweimal stetig differenzierbare Abbildung {\displaystyle f} darstellen lassen:
{\displaystyle f\colon \mathbb {R} _{+}^{n}\to \mathbb {R} _{+}},
wobei die Beziehung {\displaystyle x=f(r_{1},\dotsc ,r_{n})} gilt. Dies bedeutet, dass die Ausbringungsmenge {\displaystyle x} von der Einsatzmenge der jeweiligen Inputfaktoren {\displaystyle (r_{1},\dotsc ,r_{n})} abhängt. Eine solche sich im {\displaystyle (n+1)}-dimensionalen Güterraum befindende Funktion lässt sich analysieren, indem man einen horizontalen Schnitt (Höhenlinie) durch das Ertragsgebirge legt und diese Höhenlinie dann auf die Faktorebene "projiziert". Im Folgenden wird einfachheitshalber davon ausgegangen, dass nur zwei Produktionsfaktoren {\displaystyle r_{1}} und {\displaystyle r_{2}} existieren und sich die Funktion also im 3-dimensionalen Raum befindet (siehe Abbildung). Die im Allgemeinen an eine neoklassische Produktionsfunktion gestellten Forderungen sind dann:
1. Die sogenannten Inada-Bedingungen[1] müssen erfüllt sein, d. h., dass das Grenzprodukt eines jeden Produktionsfaktors gegen unendlich konvergiert, wenn man nur den jeweiligen Faktoreinsatz gegen null streben lässt. Lässt man den jeweiligen Faktoreinsatz hingegen gegen unendlich streben, so konvergiert das Grenzprodukt des Faktors gegen null:
{\displaystyle \lim _{r_{1}\to 0}{\frac {\partial f(r_{1},r_{2})}{\partial r_{1}}}=\infty \quad {\textrm {und}}\quad \lim _{r_{1}\to \infty }{\frac {\partial f(r_{1},r_{2})}{\partial r_{1}}}=0\quad \forall r_{2}>0}
{\displaystyle \lim _{r_{2}\to 0}{\frac {\partial f(r_{1},r_{2})}{\partial r_{2}}}=\infty \quad {\textrm {und}}\quad \lim _{r_{2}\to \infty }{\frac {\partial f(r_{1},r_{2})}{\partial r_{2}}}=0\quad \forall r_{1}>0}
2. Konstante Skalenerträge bzw. Homogenität vom Grad 1 in effektiver Arbeit und Kapital. Ökonomisch bedeutet dies: Ein vermehrter/verminderter Einsatz dieser Produktionsfaktoren führt zu einer im gleichen Verhältnis erhöhten/verminderten Produktion:
{\displaystyle f(\lambda r_{1},\lambda r_{2})=\lambda f(r_{1},r_{2})\quad \forall \lambda \in \mathbb {R} ^{+}}
3. Positive und abnehmende Grenzerträge: Die Grenzerträge von Kapital und effektiver Arbeit sind positiv, sinken aber mit zunehmendem Einsatz des jeweiligen Faktors. Wird also beispielsweise mehr effektive Arbeit verwendet, so steigt die Produktion, aber sie steigt weniger, wenn bereits viel effektive Arbeit eingesetzt wird. Mathematisch bedeutet dies, dass die ersten partiellen Ableitungen der Produktionsfunktion nach effektiver Arbeit und Kapital positiv, die jeweiligen zweiten Ableitungen aber negativ sind:
{\displaystyle {\frac {\partial f(r_{1},r_{2})}{\partial r_{1}}}>0,\;\;{\frac {\partial ^{2}f(r_{1},r_{2})}{\partial r_{1}^{2}}}<0}
{\displaystyle {\frac {\partial f(r_{1},r_{2})}{\partial r_{2}}}>0,\;\;{\frac {\partial ^{2}f(r_{1},r_{2})}{\partial r_{2}^{2}}}<0}
4. Essentialität: Aus den obigen Annahmen in Verbindung mit den Inada-Bedingungen folgt überdies,[2] dass jeder eingesetzte Faktor essenziell (auch: wesentlich) ist. Damit ist gemeint, dass eine Volkswirtschaft in einem Zustand, in dem es entweder kein Kapital oder keine Arbeit gibt, keinerlei Output generieren kann. Formell:
{\displaystyle f(r_{1}=0,r_{2}>0)=0\quad {\textrm {und}}\quad f(r_{1}>0,r_{2}=0)=0}.

Dies impliziert, dass die Funktion stets durch den Ursprung verläuft.

## Beispiel einer neoklassischen Produktionsfunktion
Die Cobb-Douglas-Funktion ist in der Produktionstheorie und in der Mikroökonomik eine häufig und mit Erfolg verwendete neoklassische Produktionsfunktion.
Eine mögliche Produktionsfunktion, die die oben dargestellten Annahmen erfüllt, stellt folgende Cobb-Douglas-Funktion dar:
{\displaystyle Y_{t}=F(K_{t},L_{t})=T\cdot K_{t}^{\alpha }L_{t}^{1-\alpha }} mit {\displaystyle \alpha \in (0,1)}

## Anwendung
Die Anwendung der neoklassischen Produktionsfunktion ist vielfältig. Sie ist beispielsweise Grundlage des neoklassischen Basismodells im Solow-Modell.